# Athyrium archboldii
Athyrium archboldii är en majbräkenväxtart som beskrevs av Edwin Bingham Copeland. Athyrium archboldii ingår i släktet Athyrium och familjen Athyriaceae. Inga underarter finns listade.